# Panoramabilder över Stockholm från Katarinaberget
Panoramabilder över Stockholm från Katarinaberget finns bevarade från 1500-talet och framåt. Många målare och fotografer har stått på Katarinaberget, Gamla Katarinahissen eller på Mosebacke vattentorn och bland annat skapat panoramabilder över utsikten mot nordväst över Gamla stan, mot norr över Saltsjön och mot nordost över Stockholms inlopp. Det var också härifrån, från "den lilla trädgården på Mosebacke", som August Strindberg beskrev utsikten i inledningen till Röda Rummet. Kapitlet gavs namnet Stockholm i fågelperspektiv och skildringen har hyllats som historisk där recensenterna redan från början noterade det nydanande språket och senare som inspiratör till andra svenska beskrivningar av naturscener.
Sammanställningen av panoramabilder i denna artikel illustrerar förändringen av Stockholms stadslandskap från 1500-talet till nutid.
De äldsta kända panoramaillustrationerna av Stockholm är två kopparstick av den flamländska illustratören, konstnären och etsaren Frans Hogenberg som publicerades i boken Civitates Orbis Terrarum. Båda är från 1570-talet och visar Stockholm mycket detaljerat, dels från Söders höjder och dels från Brunkebergs höjder. Hogenbergs förnämliga kopparstick har gärna används av andra konstnärer som antingen plagierade hans verk eller tog dem som förlaga för målningar, som K. Lindholm. Lindholm översatte 1926 Hogenbergs kopparstick till två monumentalmålningar visande Stadsholmen från norr och söder.
Henrik Keysers träsnitt är utfört ur nästan samma vy från söder som Frans Hogenbergs kopparstick. Träsnittet är inget plagiat av Hogenbergs arbeten utan visar tydligt Stockholms utveckling under 50 år. Bebyggelsen har växt mer över malmarna och Riddarholmen, på Stadsholmen syns ett nytt kyrktorn; Tyska kyrkan. I bakgrunden reser sig Klara kyrkas spetsiga torn. Pålkransen vid Skeppsbron är kvar och fartygen har blivit fler i hamnen. Clas Flemings stadsplanering har just börjad på Norrmalm. 

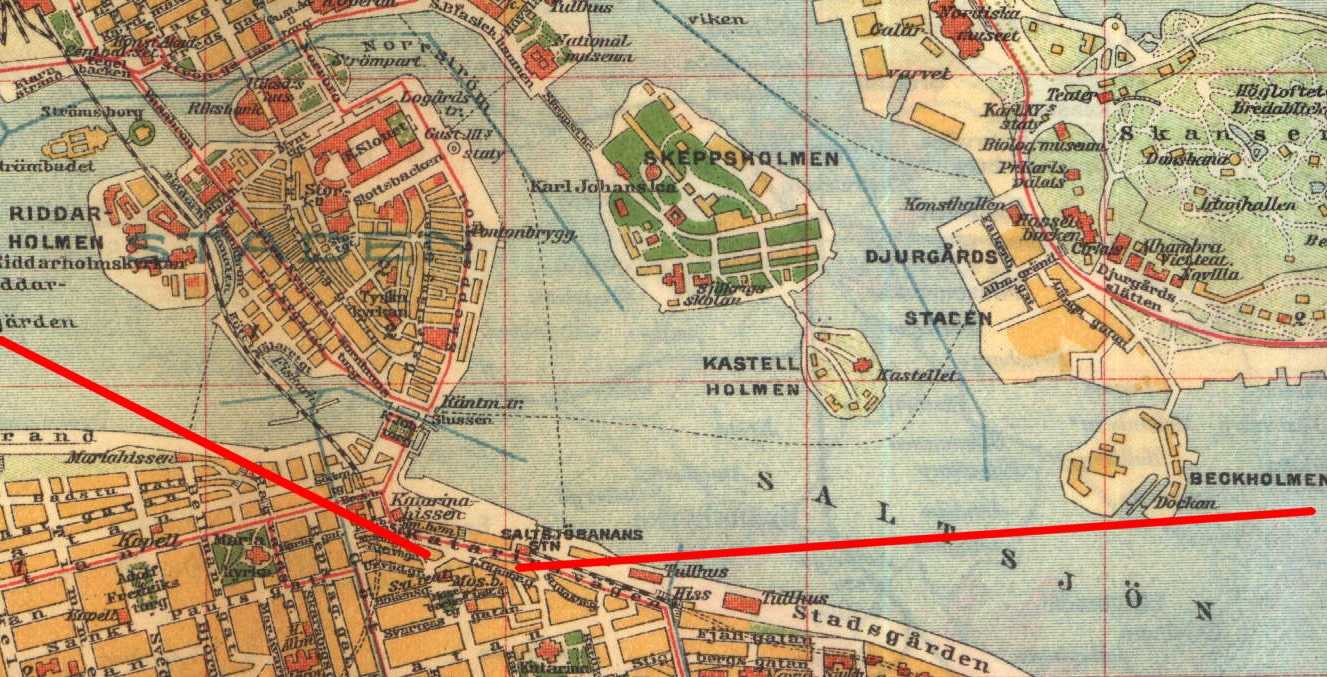
Ungefärlig blickvinkel (mellan de röda linjerna) och position för panorama-illustrationerna från Södermalms höjder och Mosebacke, inlagd i en stockholmskarta från 1917.

Innan fotografins genombrott på 1840-talet var Stockholms panoramabilder oftast en produkt av mer eller mindre fantasifulla konstnärer som ville skildra staden i ett positivt ljus, som Johan Fredrik Martins etsning efter en teckning av Elias Martin från omkring 1790. Den föreställer en “teaterutsikt” från Mosebacke med högreståndspublik.
På 1800-talets mitt spreds även guideböcker för de första turisterna som besökte Stockholm, exempelvis Bagges Stockholm 1841. Här visades staden på ett idyllisk sätt i flera panoramabilder utförda i stålstick av Johan Poppel efter teckningar av C. Calmeyer. Även Calmeyer hade stått på Mosebacke och tecknat en vy över Riddarholmen, Gamla stan och Skeppsholmen. Stockholm var dock inte så idyllisk som Calmeyers illustration gav ansken av. Staden hade hemsökts av tyfus och kolera och dödligheten var mycket hög, även mätt i jämförelse med andra europeiska storstäder. Det var den sanitära situationen som var mycket otillfredsställande vid 1800-talets mitt. Ännu på 1850-talet dog vart tredje barn före ett års ålder och medellivslängden i Stockholm var endast 20 år för män och 26 år för kvinnor.
I början av 1800-talet kom ett nytt sätt att visa teaterfonder när ordet “panorama” som med betydelsen kringsyn och allomfattande utblick fått en konkret innebörd: bildteater i rotundaform för visning av stora, ofta ovanifrån belysta och dramatiskt arrangerade fondmålningar. Fenomenet spred sig till Stockholm på 1820-talet där kringfarande bildteatrar demonstrerade världen i bildform. En av de tidiga fasta bildteatrar var Villa Diorama belägen på Djurgårdsslätten, strax öster om Skansens huvudentré. Huset uppfördes 1846 enbart för visning av så kallad bildteater (diorama).
För att ge ett så realistiskt runtom-intryck som möjligt monterades panoramabilder gärna halvcirkelformat, där betraktaren ställde sig i cirkelns mitt. En sådan ursprungligen halvcirkelformat panorama är Ferdinand Tollins Utsikt från Mosebacke från 1842, som är utförd med fotografisk detaljrikedom. Hans Stockholmspanorama ställdes ut i bland annat Norrbrobasaren i välvd form, motsvarande ett naturligt synfält. Konstakademien ställde sig kallsinnig till denna nyhet, de visade bara platta målningar.
En mästare på sådana diorama var fransmannen Louis Jacques Mandé Daguerre. Han var dekormålare och scenograf och det var han som skulle, i sin jakt efter realistiska bildframställningar, uppfinna fotografin, den efter honom döpta daguerrotypin, som patenterades 1839. Eftersom daguerrotypierna inte gick att kopiera eller mångfaldiga föredrog fotograferna att föra över dem till målningar eller litografier, så även Ferdinand Tollin med sitt Mosebackepanorama. Tollins fotografisk korrekta panorama skiljer sig totalt från Poppels idyll trots att det bara ligger några få år mellan dem.
De äldsta bevarade stockholmspanorama-fotografierna togs av en okänd fotograf år 1846 från Mosebacke. Det är en daguerretypi-panorama i två delar som är exponerade från taket av den nybyggda Navigationsskolan på Söder. Exponeringstiden var lång och rörliga föremål blev suddiga, men man känner igen Amiralitetshuset och Skeppsholmskyrkan på Skeppsholmen (bild 1) samt strandkonturer längs Kastellholmen, dagens Gröna Lund och Beckholmen med Beckholmssundet (bild 2). Originalplåtarna existerar inte längre, men i början av 1900-talet reprofotograferades de av fotografen Oscar Halldin och finns idag på Stockholms stadsmuseum.
Med våtplåtsfotografin blev det möjligt att producera kopierbara negativ och det första kända stockholmspanoramat i denna teknik är återigen en Mosebackevy, denna gång från sommaren 1861 av fotografen M. Dudciewitz. Panoramat var ursprungligen fyrdelat och är förvillande lik Tollins målning som skapades fyrtio år tidigare.
En stockholmsfotograf som tidigt använde sig av färgfotografin var Gustaf Cronquist. Redan 1908 började han arbeta med den omständliga autochromemetoden. Från sin bostad högt över Stadsgården i Stockholm tog han på 1920- och 1930-talen många magnifika vyer över Slussen, Gamla stan och Saltsjön.

## Panoramabilder

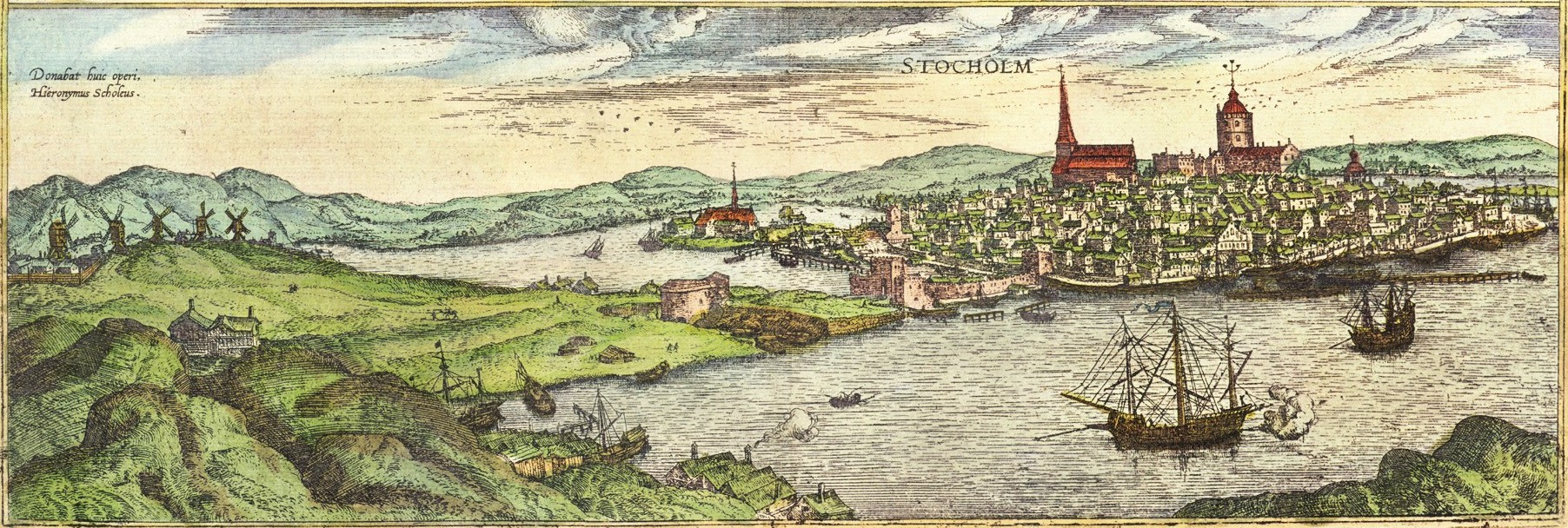
Frans Hogenbergs vy över Stockholm från Södermalms höjder på 1570-talet med blick åt nordväst. Hans etsning (här senare kolorerad av en annan konstnär) har en pendang som visar Stockholm från Brunkebergsåsen.

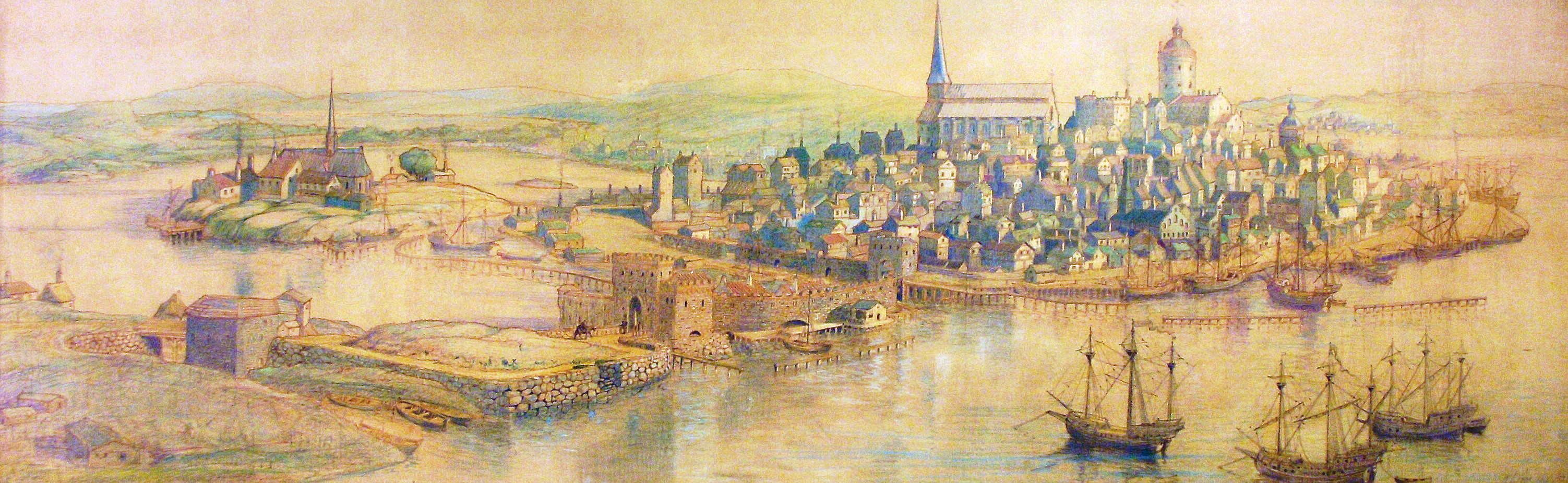
Den ursprungliga bildbeskrivningen lyder: "Stockholm från Söder under Wasatiden. Perspektivisk normalbild utförd år 1926 av K. Lindholm efter äldre och nyare stadsplaner samt Scholeus stick i “Civ. Orb. Terr.:1589“. Rekonstruktion och deklaration, gjord från stickens ögonpunkt, granskad och godkänd av Arkivarien i Stockholms Stads Arkiv Gunnar Bolin och D:r Gustaf Upmark."

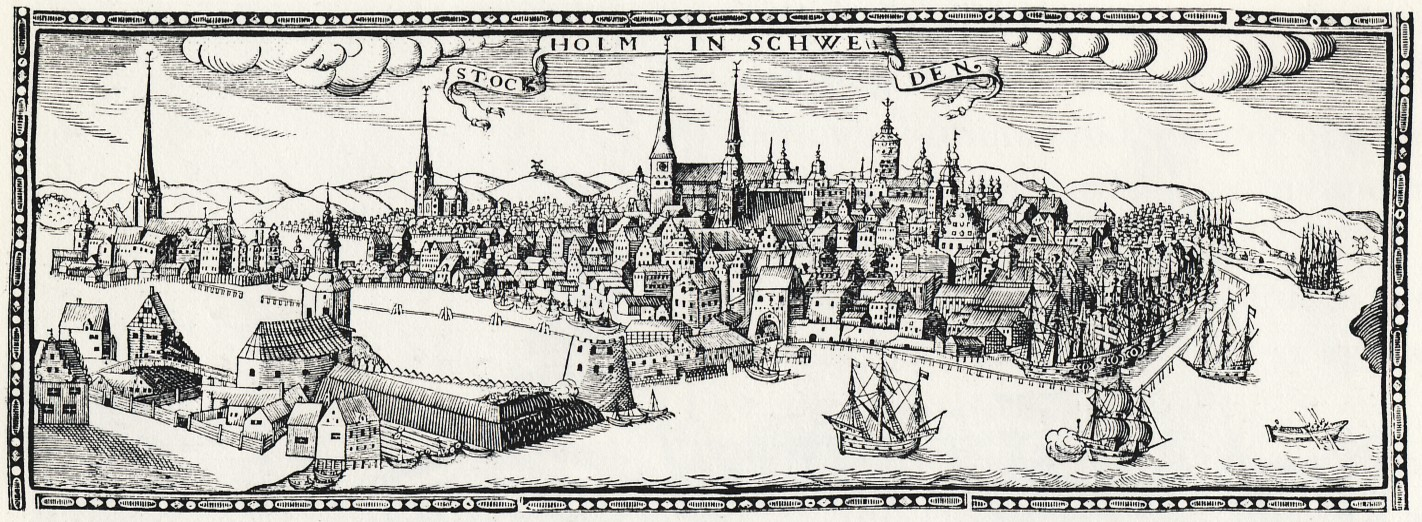
Henrik Keyser d.ä:s träsnitt är utfört från nästan samma vy som Frans Hogenbergs kopparstick - från Mosebacke. Bebyggelsen har nu växt mer över malmarna och Riddarholmen, på Stadsholmen syns ett nytt kyrktorn; Tyska kyrkan. I bakgrunden reser sig Klara kyrka. På Södermalmssidan syns yttre södertornets nya halvrunda tak och yttre söderportens tornspira. 1637 har Clas Flemings stadsplanering just börjad på Norrmalm. Pålkransen vid Skeppsbron är kvar och fartygen har blivit fler i hamnen.

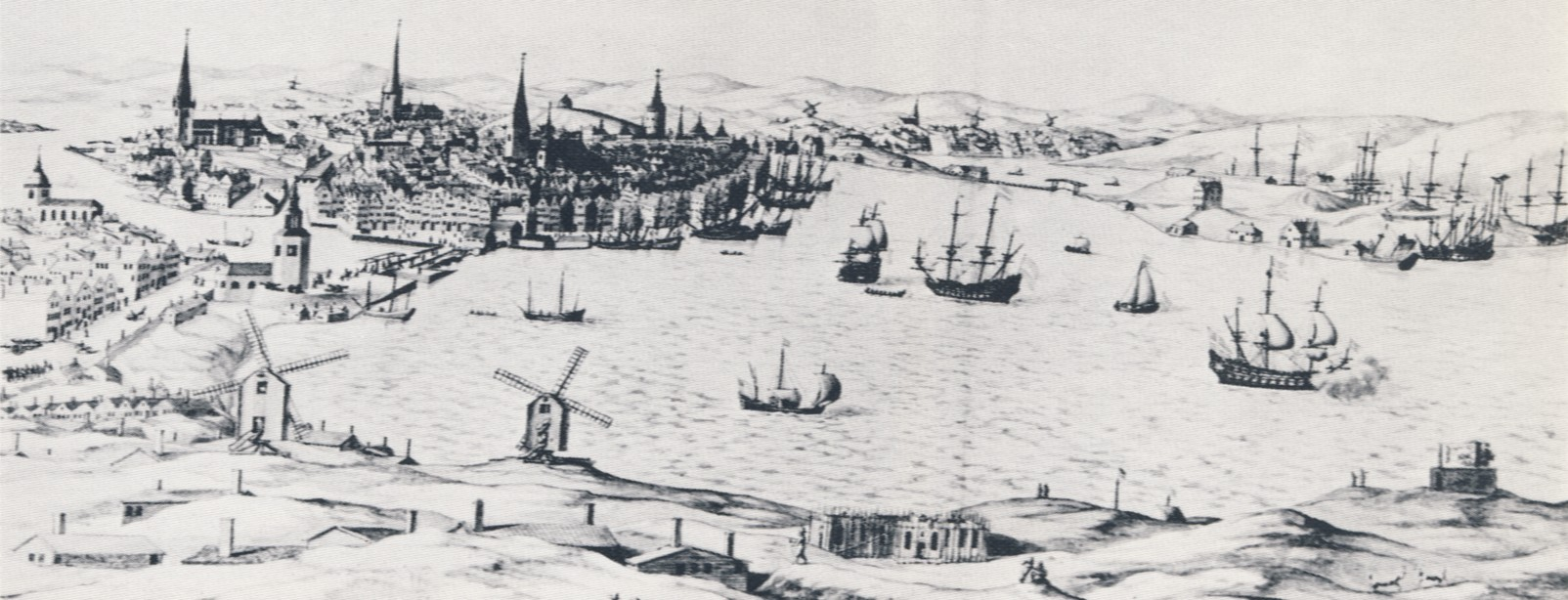
Denne okände konstnär visade en vy från Södermalm mot norr åren 1661 eller 1662. I förgrunden syns Katarina kyrka under uppförande och längst till höger Södermalms galge som stod på Stigberget och som användes till 1600-talets slut. Längst till vänster skymtar Maria kyrka.

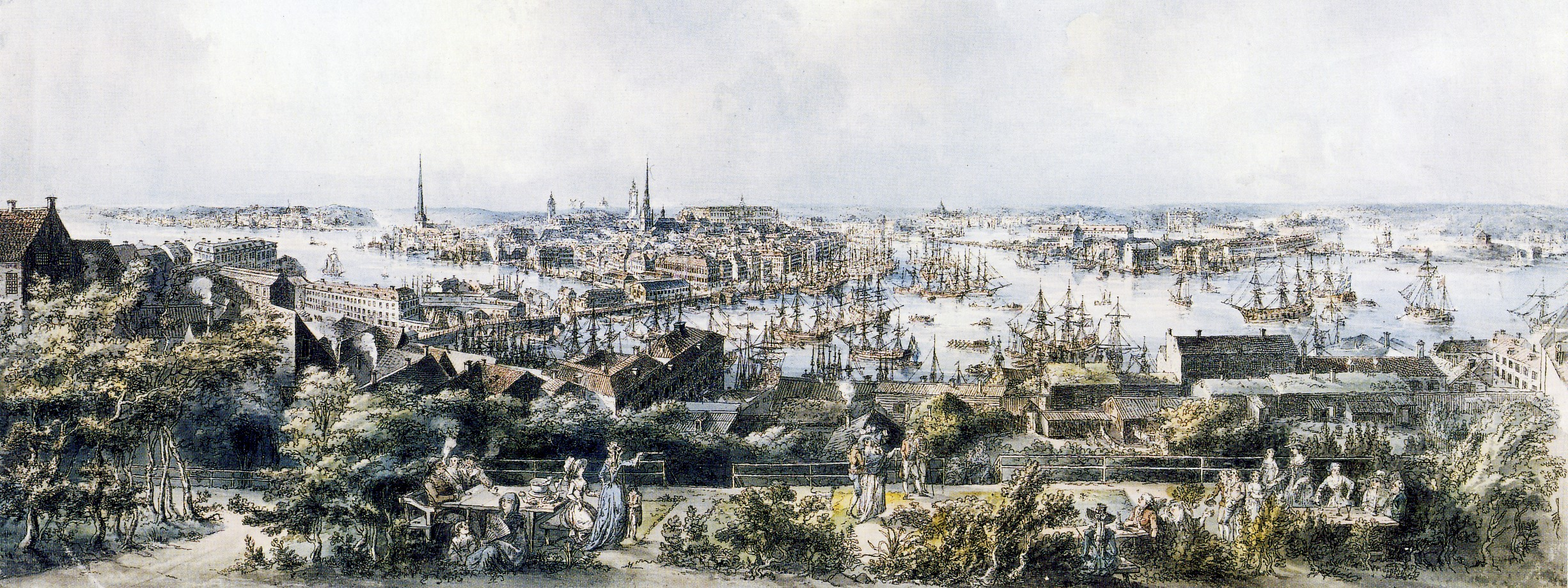
Förskönande "teaterutsikt" från Mosebacke med högreståndspublik. Akvarellerad etsning av Johan Fredrik Martin efter en teckning av brodern Elias Martin, omkring 1790.

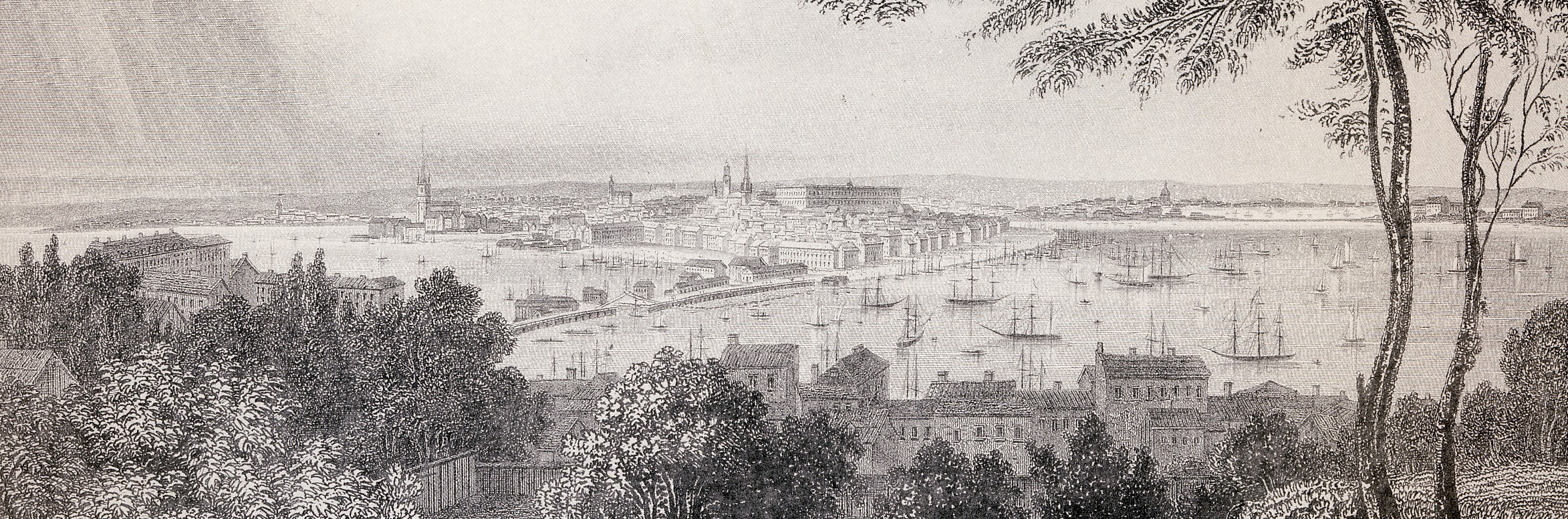
C. Calmeyers och J. Poppels idylliska utsikt från Mosebacke, ett stålstick från 1841 och återgiven i tidiga turistböcker om Stockholm.
Bilden är beskuren.

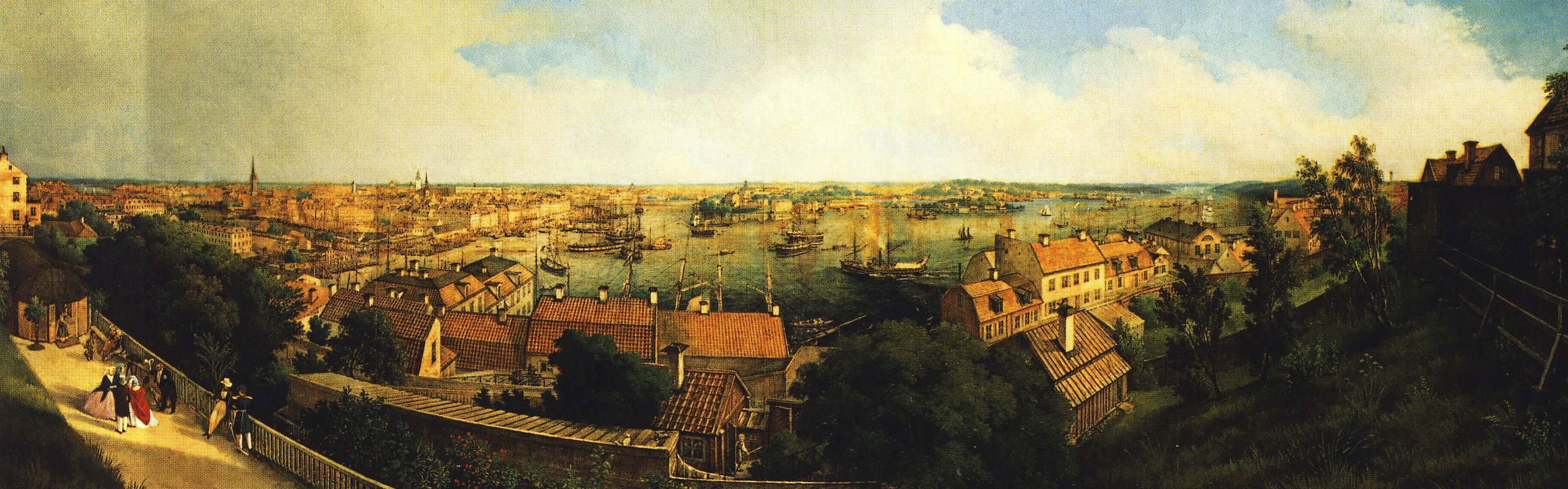
Ferdinand Tollins utsikt från Mosebacke, akvarellerad tuschteckning från 1842-1843. Till förlagan använde Tollin tidiga fotografier av typ daguerrotypi, som ej finns kvar längre.

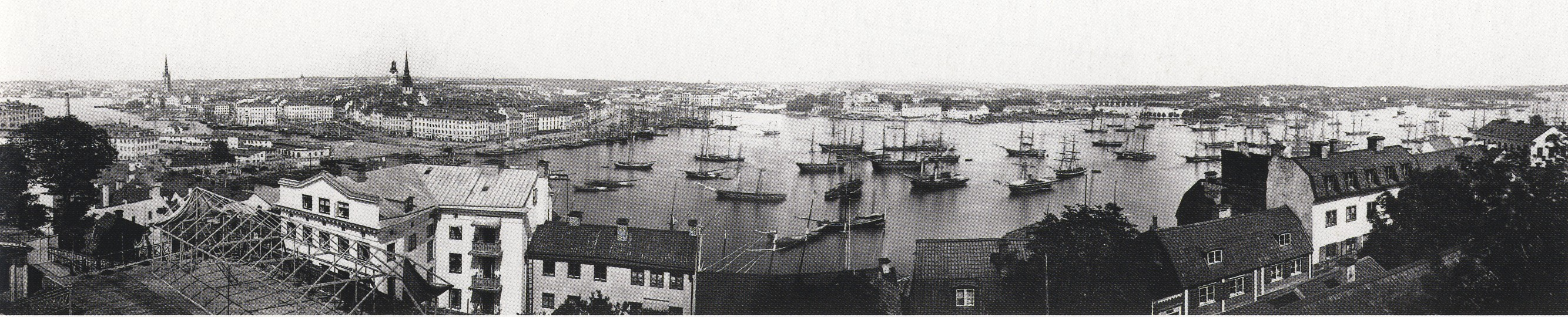
Mosebackevy från sommaren 1861 av fotografen M. Dudciewitz, ursprungligen i fyra delar och senare digitalt sammanfogade.

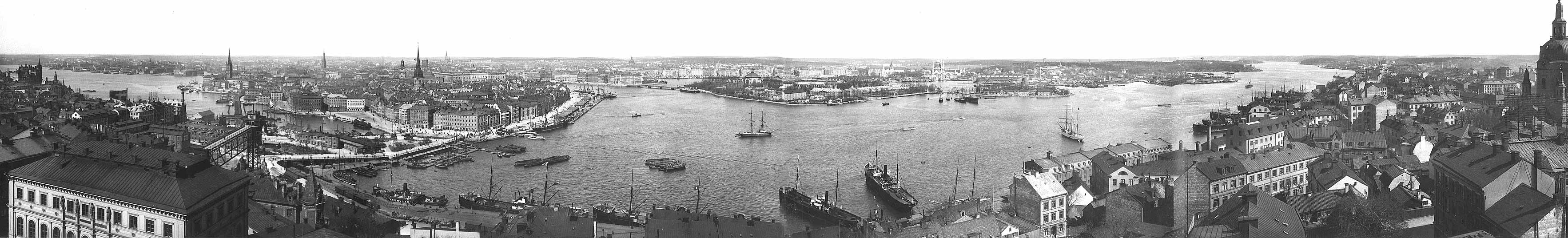
Ernst Roelers fotopanorama från sommaren 1897 tagen från Mosebacke vattentorn. Längst bort i bakgrunden syns Ferdinand Bobergs huvud-utställningshall till Stockholmsutställningen 1897. Panoramat bestod ursprungligen av fyra delar som senare digitalt sammanfogats.

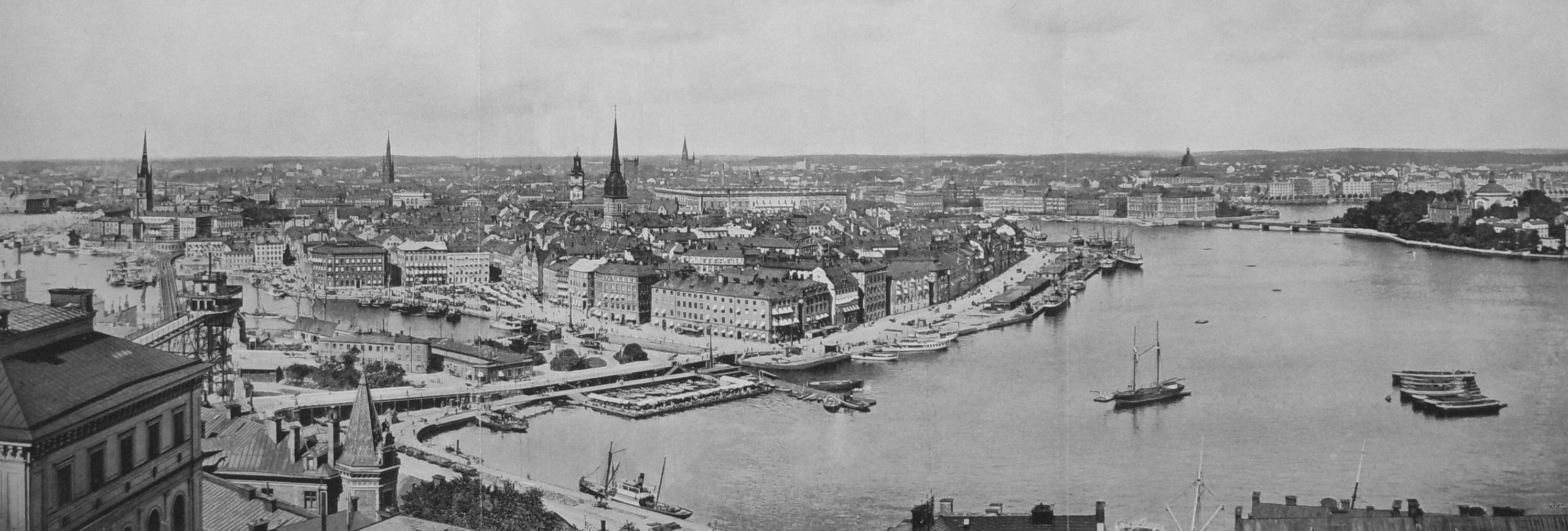
Även Grimbergs panorama från 1897 är tagen från Mosebacke vattentorn. Längst till vänster syns Gamla Katarinahissen, i mitten Gamla stan med Nils Ericsons sluss och bakom den Räntmästarhuset innan det byggdes om efter arkitekt Fredrik Lilljekvists förslag. Längst ut till höger, på Skeppsholmen skymtar Skeppsholmskyrkan.

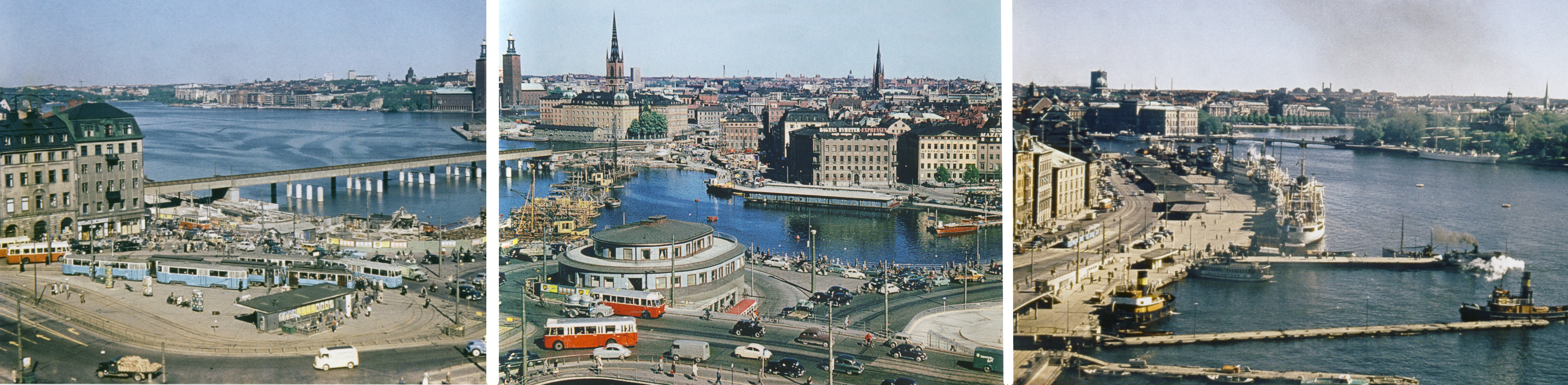
Panorama från nya Katarinahissen från 1956 visar Centralbron och bron för Stockholms tunnelbana under uppförande.

Vy över Saltsjön dagen för Bröllopet mellan kronprinsessan Victoria och Daniel Westling. Fartyg ur svenska flottan med brittiska HMS Kent (längst till höger) bildar en korridor. Position: utsiktsplats norr om Katarina kyrka.

| Stockholm från Mosebacke 1846. Daguerreotypi-panorama i två delar som utgör det första kända fotopanoramat av Stockholm. Rörelseoskärpa uppstod genom extrem långa exponeringstider. |  | Stockholm från Mosebacke 1846. Daguerreotypi-panorama i två delar som utgör det första kända fotopanoramat av Stockholm. Rörelseoskärpa uppstod genom extrem långa exponeringstider. |
| Stockholm från Mosebacke 1846. Daguerreotypi-panorama i två delar som utgör det första kända fotopanoramat av Stockholm. Rörelseoskärpa uppstod genom extrem långa exponeringstider. |  | |

| År 1900 fångade Hasse W. Tullberg Stockholm med Gamla stan och Saltsjön. Bilden består av fyra glasplåtar som är tagna från Katarinahissen. |  | År 1900 fångade Hasse W. Tullberg Stockholm med Gamla stan och Saltsjön. Bilden består av fyra glasplåtar som är tagna från Katarinahissen. |
| År 1900 fångade Hasse W. Tullberg Stockholm med Gamla stan och Saltsjön. Bilden består av fyra glasplåtar som är tagna från Katarinahissen. |  | |

| Frans Gustaf Klemmings båda panoramabilder är fotograferade från gamla Katarinahissen år 1904. På vänstra bilden märks Riddarholmskyrkan och den nybyggda sammanbindningsbanan, på den högra bilden dokumenteras gamla slussenanläggningen och Gamla stan vid sekelskiftet 1900 med Tyska kyrkan mitt i bild. |  | Frans Gustaf Klemmings båda panoramabilder är fotograferade från gamla Katarinahissen år 1904. På vänstra bilden märks Riddarholmskyrkan och den nybyggda sammanbindningsbanan, på den högra bilden dokumenteras gamla slussenanläggningen och Gamla stan vid sekelskiftet 1900 med Tyska kyrkan mitt i bild. |
| Frans Gustaf Klemmings båda panoramabilder är fotograferade från gamla Katarinahissen år 1904. På vänstra bilden märks Riddarholmskyrkan och den nybyggda sammanbindningsbanan, på den högra bilden dokumenteras gamla slussenanläggningen och Gamla stan vid sekelskiftet 1900 med Tyska kyrkan mitt i bild. |  | |

|  |  |  |
|  |  |  |

| Fyra delbilder fotograferade av Gustaf Cronquist mellan 1927 och 1929 från sin bostad högt över Stadsgården, där KF sedermera byggde sina kontorshus. Från denna utsökta position dokumenterade Cronquist Stockholms liv och trafik under många år. |  | Fyra delbilder fotograferade av Gustaf Cronquist mellan 1927 och 1929 från sin bostad högt över Stadsgården, där KF sedermera byggde sina kontorshus. Från denna utsökta position dokumenterade Cronquist Stockholms liv och trafik under många år. |
| Fyra delbilder fotograferade av Gustaf Cronquist mellan 1927 och 1929 från sin bostad högt över Stadsgården, där KF sedermera byggde sina kontorshus. Från denna utsökta position dokumenterade Cronquist Stockholms liv och trafik under många år. |  | |